# Euproctis hardenbergia
Euproctis hardenbergia är en fjärilsart som beskrevs av Antonius Johannes Theodorus Janse 1915. Euproctis hardenbergia ingår i släktet Euproctis och familjen tofsspinnare. Inga underarter finns listade i Catalogue of Life.